# Nathan Douglas
Nathan Douglas (né le 4 décembre 1982 à Oxford) est un athlète britannique, spécialiste du triple saut.

## Carrière
Sa meilleure performance est de 17,64 m, obtenue à Manchester le 10 juillet 2005. Le 25 juin 2016, il remporte le UK Trials avec un saut à 16,58 m.

## Palmarès
| Date | Compétition                       | Lieu       | Résultat | Marque  |
| ---- | --------------------------------- | ---------- | -------- | ------- |
| 2005 | Championnats d’Europe en salle    | Madrid     | 4e       | 16,89 m |
| 2006 | Championnats du monde en salle    | Moscou     | 7e       | 17,05 m |
| 2006 | Championnats d’Europe             | Göteborg   | 2e       | 17,21 m |
| 2007 | Championnats d’Europe en salle    | Birmingham | 2e       | 17,47 m |
| 2009 | Championnats du monde             | Berlin     | 10e      | 16,79 m |
| 2010 | Championnats d’Europe             | Göteborg   | 10e      | 16,48 m |
| 2010 | Jeux du Commonwealth              | New Delhi  | 4e       | 16,96 m |
| 2013 | Championnats d'Europe par équipes | Gateshead  | 3e       | 16,45 m |
| 2014 | Jeux du Commonwealth              | Glasgow    | 11e      | 14,56 m |
| 2016 | Championnats d'Europe             | Amsterdam  | 15e      | 16,33 m |
| 2018 | Jeux du Commonwealth              | Gold Coast | 5e       | 16,35 m |
| 2018 | Championnats d'Europe             | Berlin     | 6e       | 16,71 m |
| 2019 | Championnats d'Europe en salle    | Glasgow    | 7e       | 16,33 m |

## Records
| Épreuve     | Épreuve      | Marque  | Lieu       | Date            |
| ----------- | ------------ | ------- | ---------- | --------------- |
| Triple saut | En plein air | 17,64 m | Manchester | 10 juillet 2005 |
| Triple saut | En salle     | 17,47 m | Birmingham | 3 mars 2007     |